# Donald and Pluto
Donald and Pluto — анимационный эпизод мультсериала про Дональда Дака, созданный Уолтом Диснеем в 1936 году.
В этом эпизоде Дональд работает водопроводчиком. Ему для работы нужен Магнит, чтобы притягивать инструменты к себе. Когда трубу прорывает, Дональд бьёт по ней молотком, из-за чего магнит падает вниз, к Плуто. Он притягивает к себе миску, не давая Плуто нормально поесть. Нечаянно, но Плуто проглатывает этот магнит, что приводит его к множеству проблем. Сначала к его ягодицам притягивается миска, а потом и вся железная и металлическая посуда дома. Плуто смог отделаться от посуды и миски, но к нему притянулся маятник Часов, но и они не долго прожили. Когда спокойный Плуто идёт под столом на выход, в надежде, что этот ужас закончился, за ним следует Будильник, стоящий на столе. Плуто и от него отделывается, но миска снова притягивается к нему. Внезапно, испуганный пёс замечает, что он притягивает к себе Ножи и Топоры. Он в панике убегает от них и прибегает обратно к Дональду. Там он притянул все гвозди с лестницы к себе, впоследствии чего Дональд падает в машину для мойки посуды. Дональд злится на Плуто и бегает за ним с молотком, но тот успел подняться на этаж выше. Дональд думает, что под ковром Плуто. Но это не он. В итоге, Плуто притягивает Дональда к себе через потолок, а когда тот врезается люстру. падает от удара током и снова поднимается на потолок. Начинается переполох, впоследствии которого оба падают обратно к трубам. От падения с лестницы, Плуто выплёвывает магнит.